# Winkel-Saint-Éloi
Winkel-Saint-Éloi en français,, Sint-Eloois-Winkel en néerlandais est une section de la commune belge de Ledeghem, en province de Flandre-Occidentale. C'était une commune à part entière avant la fusion des communes de 1977.
Chaque année, au cours du mois d'octobre, s'y déroule la Winkel Koerse.

## Géographie
Winkel-Saint-Éloi est limitrophe d'Iseghem (section de commune), Lendelede, Heule, Gullegem, Moorsele, Rollegem-Kapelle et Oekene.
La localité est séparée du reste de la commune par l'autoroute A17.

## Démographie

### Évolution démographique
- Sources : INS, Rem. : 1831 jusqu'en 1970 = recensements, 1976 = nombre d'habitants au 31 décembre[6].

## Histoire
Au XVIIIe siècle, Winkel-Saint-Éloi a été détaché de la commune voisine de Gullegem.

## Monument

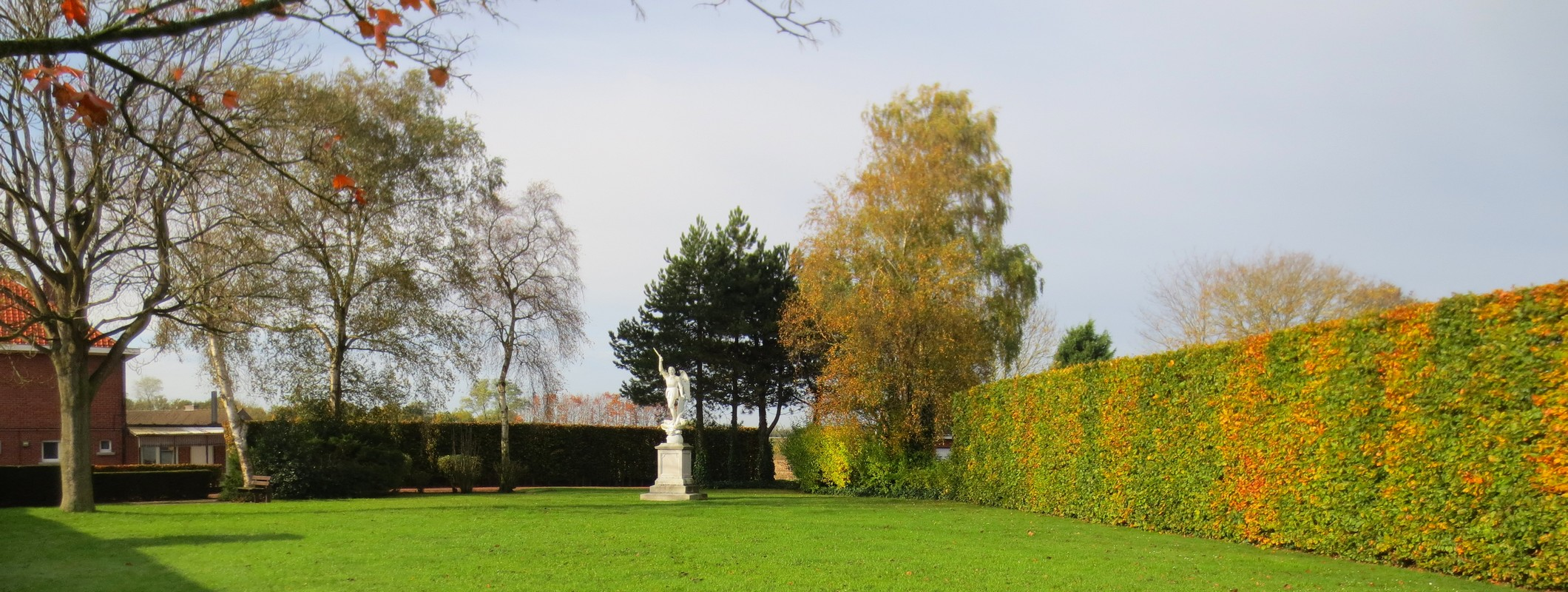
Winkel-Saint-Éloi